# Crash and Burn
Crash and Burn er en amerikansk film fra 1990 af Charles Band.

## Medvirkende
- Paul Ganus som Tyson Keen
- Megan Ward som Arren
- Jack McGee som Winston Wickett
- Eva LaRue som Parice
- Bill Moseley som Quinn